# Leptochiton surugensis
Leptochiton surugensis är en blötdjursart som beskrevs av Saito 1997. Leptochiton surugensis ingår i släktet Leptochiton och familjen Leptochitonidae. Inga underarter finns listade i Catalogue of Life.